# 圣让达塞
圣让达塞（法語：Saint-Jean-d'Assé，法語發音：[sɛ̃ ʒɑ̃ dase]，意为“阿塞的圣让”）是法国萨尔特省的一个市镇，属于勒芒区。

## 地理
圣让达塞（48°9'2"N, 0°7'14"E）面积21.29 平方千米，位于法国卢瓦尔河地区大区萨尔特省，该省份为法国西北部内陆省份，北起顺时针与奥恩省、厄尔-卢瓦省、卢瓦-谢尔省、安德尔-卢瓦尔省、曼恩-卢瓦尔省和马耶讷省接壤，是法国大西部的入口，连接卢瓦尔河谷、布列塔尼和巴黎盆地。
与圣让达塞接壤的市镇（或旧市镇、城区）包括：圣马索、泰耶、勒特龙谢、拉巴佐日、蒙比佐、萨尔特河畔圣雅姆。
圣让达塞的时区为UTC+01:00、UTC+02:00（夏令时）。

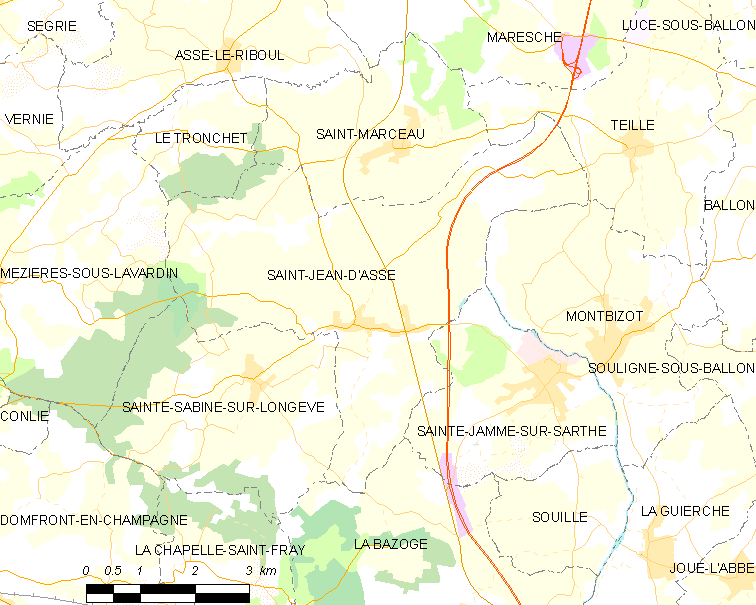
圣让达塞的OSM定位图

## 行政
圣让达塞的邮政编码为72380，INSEE市镇编码为72290。

## 政治
圣让达塞所属的省级选区为博内塔布勒县。

## 人口

1962-2008年间圣让达塞人口变化图示

圣让达塞于2022年1月1日时的人口数量为1810人。